# Muralla de Trujillo

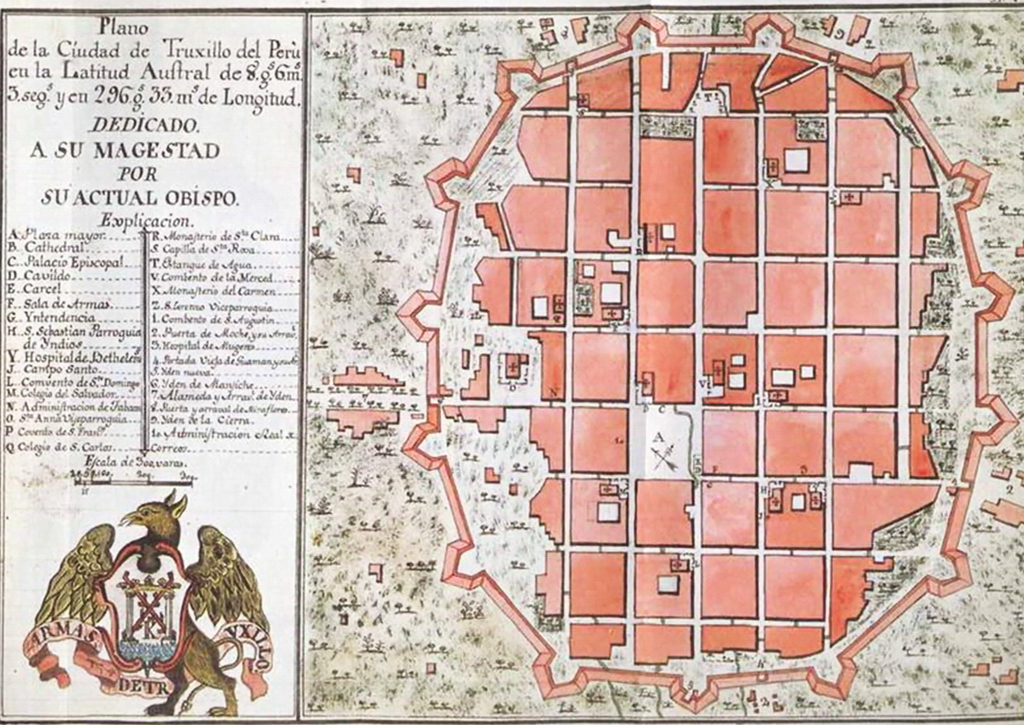
Mapa de la ciudad de Trujillo en 1786 realizado por Baltasar Jaime Martínez Compañón, muestra la Muralla de Trujillo rodeando la ciudad; actualmente esa zona se denomina Centro Histórico de Trujillo; en la parte central de esa área urbana se ubica la Plaza de Armas de Trujillo donde el 29 de diciembre de 1820 fue proclamada la Independencia de Trujillo por José Bernardo de Torre Tagle.

La Muralla de Trujillo fue una edificación defensiva peruana construida en el siglo XVII para proteger a la ciudad de Trujillo contra los posibles ataques de piratas y corsarios que existían en esa época. Fue construida en el gobierno del virrey Melchor de Navarra y Rocafull entre 1687 y 1690, rodeaba en forma elíptica a la ciudad y actualmente esa zona se conoce como el Centro histórico de Trujillo. Esta muralla incluyó 15 baluartes, 15 cortinas y 5 entradas o portadas; Fue derribada a fines del siglo XIX para permitir el crecimiento de la ciudad, esto permitió el establecimiento de nuevas zonas urbanas, como parte del proceso de expansión de la ciudad.
Algunas secciones de la muralla de Trujillo aún se pueden ver hoy en día. Una réplica de una de las entradas de la antigua muralla ha sido construida en la Plazuela El Recreo casi al final de la Calle Pizarro, en el centro histórico de la ciudad, esta zona constituye actualmente un lugar público. También todavía se conservan en la avenida España algunos fragmentos que han sido restaurados. Durante la era colonial en América ciudades fueron amuralladas para ser protegidas de ataques de piratas, algunas son Trujillo, Lima, Veracruz, San Francisco de Campeche, San Juan, Panamá y Cartagena de Indias.

## Historia

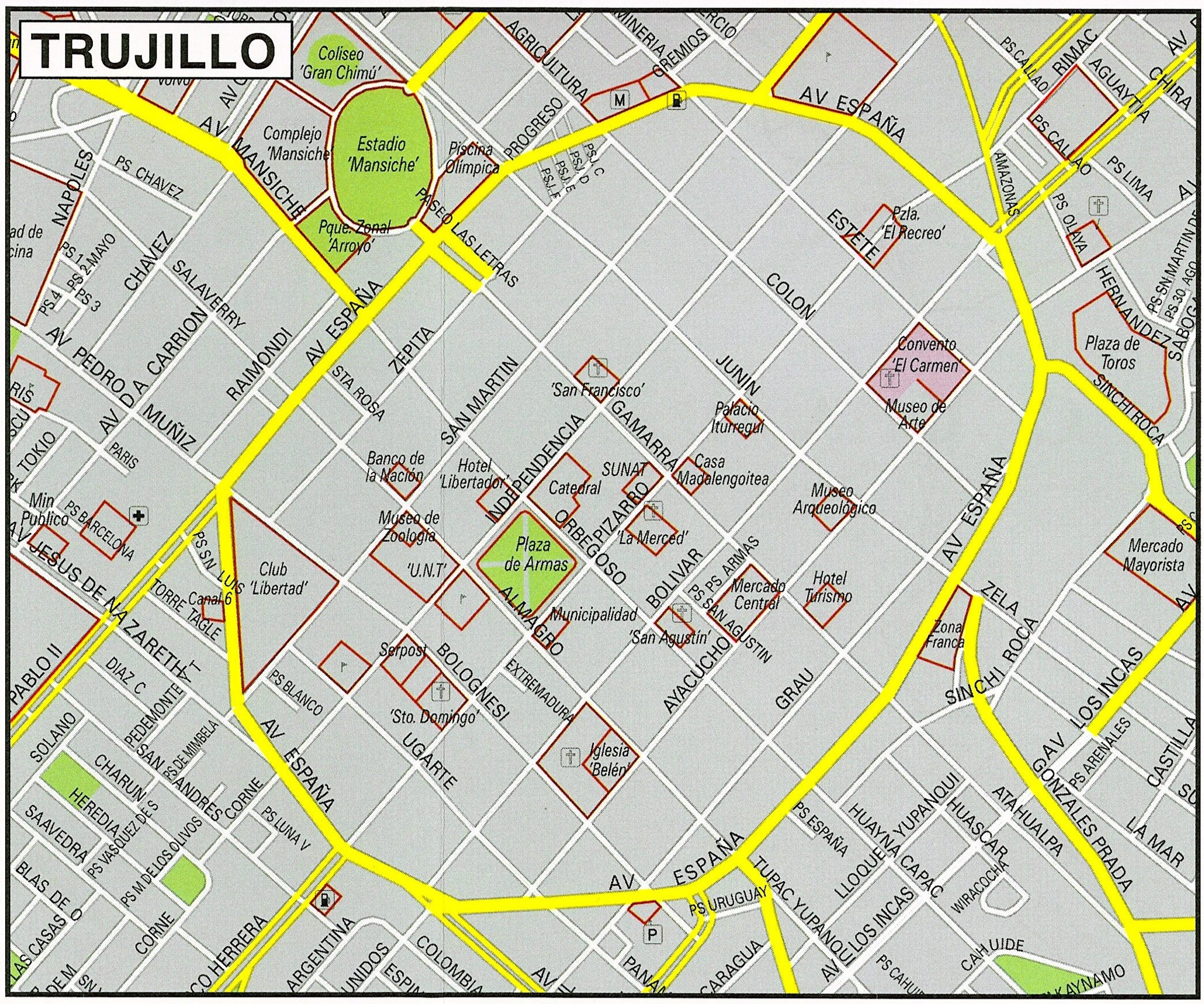
Mapa actual del Centro Histórico de Trujillo, ahora la avenida España se ubica sobre el lugar que ocupaba la antigua Muralla de Trujillo.

Esta muralla se construyó debido a que, en la época colonial, existía en la ciudad el peligro de sufrir ataques de piratería por la cercanía de Trujillo con el mar, 5 km de distancia desde la plaza mayor aproximadamente; con los antecedentes de ataques en ciudades del norte en la misma costa como los ataques sufridos por Guayaquil en junio de 1624 que fue atacada por la armada Holandesa al mando de Jean Claude de Gubernat, lugarteniente de Jaques L’Heremite Clerk quien ordenó fueran incendiadas más de veinte casas y en 1684 William Dampierre y otros piratas destruyeron gran parte de esa ciudad a causa de sus ataques y en 1687, los piratas franceses D’Hout, Picard y Groignet también atacaron Guayaquil dejándola parcialmente destruida; asimismo en esa época fue atacada por piratas la ciudad peruana de Saña; Ante este peligro constante en el siglo XVII se construyó la Muralla de Trujillo durante el gobierno del virrey Melchor de Navarra y Rocafull, durante la construcción como alcaldes de la ciudad se encontraban Bartolomé Martínez de Jarabeitia y Fernando Ramírez de Orellana. Fue construida por el italiano Joseph Formento, y comenzó a construirse en 1687. Formento habría basado su diseño en un trabajo similar realizado por Leonardo Da Vinci para la ciudad italiana de Florencia.

## Arquitectura
Fue diseñada de forma elíptica y se completó aproximadamente en el año 1690. La estructura defensiva estaba compuesta por 15 baluartes, 15 cortinas y 5 portadas o entradas. La portada de Huamán se orientó hacia el suroeste y guiaba hacia la aldea del mismo nombre. La portada de Mansiche situada al norte. La portada de Miraflores hacia el noreste. La portada de la Sierra, en dirección a la carretera que conduce a esta región y finalmente la portada de Moche que daba acceso a las personas que vienían del sur. En 1942 sobre el espacio ocupado por la Muralla de Trujillo se construyó la avenida España, la misma que actualmente se encuentra alrededor de la zona denominada Centro Histórico de Trujillo. Esta muralla carecía de fosos y terraplenes.

## Conservación actual

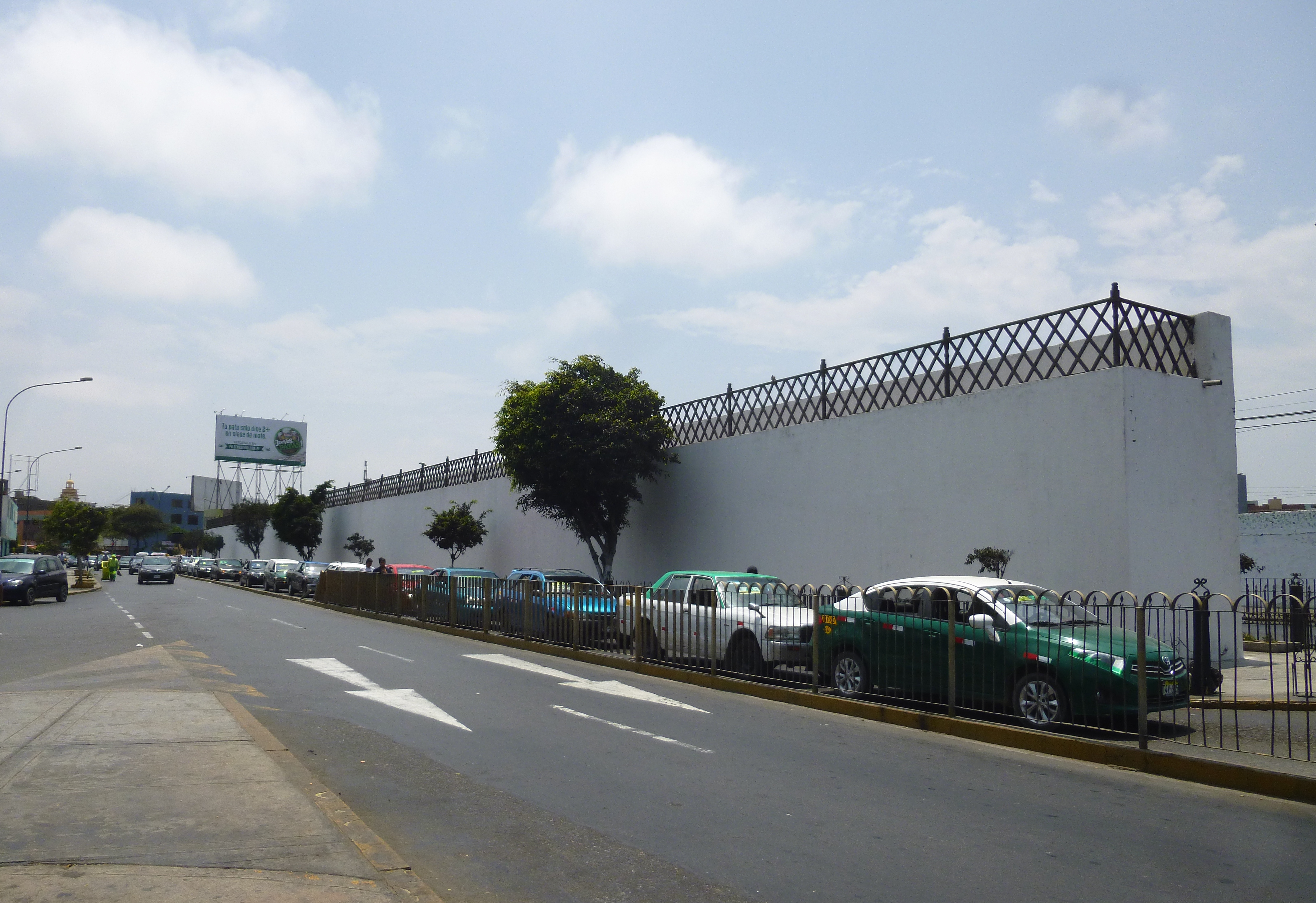
Vestigio vigente de la Muralla de Trujillo: Cortina de la Av. España. Formó oficialmente parte del Centro Histórico de Trujillo en 1942, lo que la convierte en patrimonio cultural de la ciudad.

Algunas de las partes que aún se conservan de la muralla son:
- Baluarte Herrera, ubicado en la intsersección de la avenida España con la avenida Miraflores,  también comprende el área de la ex Portada de Miraflores, el jirón y la parte antigua del Cementerio de Miraflores (siglo XIX), además de las calles colindantes al baluarte: Minería, Gremios y Comercio.

- Cortina de la avenida España, comprende la cortina restaurada de la muralla ubicada en la cuadra 18 de la avenida España y se encuentra frente al solar de la exestación del ferrocarril de Trujillo.

- Baluarte Bazán, comprende el área donde se encuentran restos del ex Baluarte de Bazán, en la cuadra 26 de la avenida España, entre el Club Tell, la avenida 28 de Julio y el local de la Caja Municipal de Trujillo.

- Portada de la Sierra, es una réplica de la portada del mismo nombre de la antigua muralla y ha sido construida en la Plazuela El Recreo casi al final de la calle Pizarro, en el centro histórico de la ciudad.

### Multimedia
- Wikimedia Commons alberga una galería multimedia sobre Trujillo.
- Galería fotográfica del Centro Histórico de Trujillo por Panoramio, incluye información geográfica de varios autores.
- Imágenes Coloniales del Centro Histótico de Trujillo